# Gotta Be You
«Gotta Be You» (кор. 너 아님 안돼) — третий сингл корейской поп-группы 2NE1 с их второго студийного альбома Crush. Сингл был издан 20 мая 2014 года.
Автором песни стал корейский музыкант Тедди Пак, создавший большинство треков для 2NE1, а также Dee.P. Тематика песни — отношения, которые подходят к концу, лирический герой жалеет об этом, но ничего не может поделать.
Видеоклип «Gotta Be You» появился на три дня раньше — 17 мая — в дату пятилетия группы на корейской музыкальной сцене. Режиссёром клипа стал Хан Са Мин, ранее снявший для 2NE1 клипы «Lonely» и «Missing You». Видеоряд клипа снят в стилистике поп-арт. Вокалистки одеты в наряды от Джереми Скотта, дизайнера, регулярно сотрудничающего с группой, из его коллекции 2014 года.
В рецензии издания Seoul Beats отмечен вокал девушек, удачное распределение ролей между ними, но, по мнению критика, видеоклип не подходит к смысловому содержанию и эмоциональности песни.
Песня попала в радиоротацию в Европе, в частности, в Испании она попала в плейлисты радиостанций Hit Fm и Megastar Fm.

## Позиции в чартах
| Чарт (2014)                   | Наивысшая позиция |
| ----------------------------- | ----------------- |
| Gaon Chart                    | 3                 |
| Billboard Korea K-Pop Hot 100 | 4                 |
| Billboard World Digital Songs | 16                |